# Cynanchum radiatum
Cynanchum radiatum är en oleanderväxtart som beskrevs av Jumelle och Perrier. Cynanchum radiatum ingår i släktet Cynanchum och familjen oleanderväxter. Inga underarter finns listade i Catalogue of Life.